# Olympische Sommerspiele 1980/Teilnehmer (Jamaika)
| Gelbes Symbol für Goldmedaillen mit stilisierten Olympischen Ringen | Graues Symbol für Silbermedaillen mit stilisierten Olympischen Ringen | Braundes Symbol für Bronzemedaillen mit stilisierten Olympischen Ringen |
| ------------------------------------------------------------------- | --------------------------------------------------------------------- | ----------------------------------------------------------------------- |
| —                                                                   | —                                                                     | 3                                                                       |

Jamaika nahm an den Olympischen Sommerspielen 1980 in Moskau mit einer Delegation von 18 Sportlern (11 Männer und 7 Frauen) teil. Diese traten in zwei Sportarten bei 15 Wettbewerben an.

## Medaillen

### Medaillengewinner

#### Bronze
| Sportart       | Wettkampf         | Name               |
| -------------- | ----------------- | ------------------ |
| Leichtathletik | 200 m             | Donald Quarrie     |
| Leichtathletik | 200 m             | Merlene Ottey-Page |
| Radsport       | 1000 m Zeitfahren | David Weller       |

## Teilnehmer nach Sportarten

### Leichtathletik
Männer
- Colin Bradford
200 m: Viertelfinale
4 × 100 m: Vorläufe
4 × 400 m: Vorläufe
- Bert Cameron
400 m: Viertelfinale
4 × 400 m: Vorläufe
- Michael Davis
4 × 100 m: Vorläufe
- Owen Hamilton
800 m: Halbfinale
- Albert Lawrence
4 × 100 m: Vorläufe
- Desmond Morris
Hochsprung: 24. Platz (Qualifikation)
- Derrick Peynado
400 m: Viertelfinale
4 × 400 m: Vorläufe
- Donald Quarrie
100 m: Halbfinale
200 m: Bronze 
4 × 400 m: Vorläufe
- Ian Stapleton
400 m: Viertelfinale
4 × 400 m: Vorläufe

Frauen
- Rosie Allwood
100 m: Viertelfinale
4 × 100 m: 6. Platz
- Leleith Hodges
100 m: Vorläufe
4 × 100 m: 6. Platz
- Merlene Ottey-Page
200 m: Bronze 
4 × 100 m: 6. Platz
4 × 400 m: Vorläufe
- Jackie Pusey
200 m: Halbfinale
4 × 100 m: 6. Platz
4 × 400 m: Vorläufe
- Cathy Rattray-Williams
4 × 400 m: Vorläufe
- Dorothy Scott
Weitsprung: 17. Platz (Qualifikation)
- Ruth Williams-Simpson
400 m: Vorläufe
4 × 400 m: Vorläufe

### Radsport

#### Bahn
- David Weller
1000 m Zeitfahren: Bronze

#### Straße
- Peter Aldridge
Straßenrennen: DNF